# ترند میکرو اینترنت سکیوریتی
ترند میکرو اینترنت سکیوریتی (به انگلیسی: Trend Micro Internet Security) (در استرالیا به نام پی‌سی سیلین اینترنت سکیوریتی و در ژاپن با نام ویروس بوستر شناخته می‌شود) یک نرم‌افزار امنیت رایانه‌است که توسط شرکت ژاپنی ترند میکرو منتشر می‌شود.

## نتایج آزمایش‌ها
در نتایج آزمایشی آنتی ویروسهای تیتانیوم اینترنت سکیوریتی و تیتانیوم آنتی ویروس در تست های 2 وب سایت Av-TEST و AV-Comparatives در سال 2012 پس از کسپرسکی و بیت دیفندر موفق به کسب بهترین نتایج شد .
از جمله رقبای ترند میکرو میتوان به سیمنتک، مکافی، کسپرسکی و بیت دفندر اشاره نمود.
ترند میکرو مدتی است در تستهای VB100 (ویروس بولیتنر) شرکت نمی‌کند.
این شرکت هم در طیف محصولات خانگی و هم تحت شبکه در تستهای AV-TEST - DENIS TeCHNOLOGY - NSS Labs موفق به کسب نتایج مناسب شده است .
محصولات این شرکت به نوآوری - حفاظت خوب  - استفاده مناسب از منابع سیستم و سرعت اسکن خوب معروف می باشند .
در برخی از کشورها محصولات آنتی ویروس این شرکت را با نام پیسی سیلین می شناسند .
این شرکت محصولات آنتی ویروس خانگی خود را به نام تیتانیوم Titanium نامگذاری نموده است .
Titanium antivirus 2014
Titanium Internet Security 2014
Titanium Maximum Security 2014
Trend Micro Safesync
Titanium Internet Security for Netbook
Trend Micro DirectPass

## تاریخچه نسخه‌ها
نسخه‌هایی که پیش از مارس ۲۰۰۹ منتشرشده‌اند عبارتند از:
- پی‌سی سیلین
- پی‌سی سیلین ۲۰۰۰
- پی‌سی سیلین ۲۰۰۲
- پی‌سی سیلین ۲۰۰۳
- پی‌سی سیلین اینترنت سکیوریتی نسخه ۱۱ (۲۰۰۴)
- پی‌سی سیلین اینترنت سکیوریتی نسخه ۱۲ (۲۰۰۵)
- پی‌سی سیلین اینترنت سکیوریتی نسخه ۱۳ (۲۰۰۶)
- ترند میکرو اینترنت سکیوریتی نسخه ۱۵ (۲۰۰۷)
- ترند میکرو اینترنت سکیوریتی نسخه ۱۶ (۲۰۰۸)
- ترند میکرو اینترنت سکیوریتی  (2009 )
- ترند میکرو اینترنت سکیوریتی نسخه (2010)
- ترند میکرو اینترنت سکیوریتی نسخه (2011)
- ترند میکرو تیتانیوم اینترنت سکیوریتی (2012)
- ترند میکرو تیتانیوم اینترنت سکیوریتی (2013)
- ترند میکرو تیتانیوم آنتی ویروس (2014)
- ترند میکرو تیتانیوم اینترنت سکیوریتی (2014)
- ترند میکرو تیتانیوم ماگزیمم سکیوریتی (2014)

```
Trend Micro Safesync
Titanium Internet Security for Netbook
```

مدیریت پسوردهای ترند میکرو Trend Micro DirectPass
برای اطلاعات بیشتر به وب سایت شرکت ترندمیکرو مراجعه نمائید .

## ویژگی‌ها
آخرین نسخه این نرم‌افزار دارای قابلیت‌های زیر می‌باشد:
- ضدویروس
- ضدجاسوس‌افزار
- اسکن کردن رایانامه‌ها
- محافظت در برابر روت‌کیت‌ها
- مسدودکننده بلادرنگ در برابر نفوذ هکرها به سیستم
- دیوارآتش دوطرفه
- محافظت از شبکه خانگی
- شناسایی وب‌گاه‌ها
- کنترل والدین (شامل فیلتر محتوا و زمان بندی کردن دسترسی به اینترنت)
- پیشگیری از سرقت اطلاعات شخصی